# Лазар Български
Свети Лазар (Лазер) Дебелдялски и Български е български светец, новомъченик за християнската вяра, убит на 23 април 1802 г. (по Юлианския календар - на Гергьовден).

## Житие
Освен известните му житиета, за него е написано и житие и съставена служба в негова чест, които според описа на проф. Иван Шишманов са се намирали в частна библиотека на Неофит Рилски, но са изгубени.
Роден е през 1774 г. Според запазеното предание родното му място е село Дебел дял на 15 километра от Габрово. Баща му се е казвал Недко Енчов. Образът му е изписан в цял ръст в параклиса „Свети Архангели“ в Рилския манастир. Там е означено и родното му място - Дебел дял.
Според написаното от монахиня Валентина Друмева, Лазар е имал тъжно детство, оставайки сирак и тормозен от мащехата си. Затова решава да напусне дома си и заминава на юг, още като малко момче. Отива в Анадола (Мала Азия), където се заселва в селище на име Сома, в близост до Бергама (Пергам) и става овчар. Проявява се трудолюбив и пестелив човек и на 28 г. имал вече 40 овце. Пасе и чужд добитък.
Той е силно вярващ християнин и с това си навлича гнева на турците, но загива най-вече в резултат от машинациите на някаква местна кадъна (ханъма) и семейството й, подкрепяни от тамошния турски големец (ага) и хората му, в резултат на които го хвърлят в тъмница, измъчват го многократно, а накрая го и обесват затова, че не се съгласява да се помюсюлманчи, както и по недоказаното обвинение, че я е изнасилил. Според житиетата му тя го наклеветява, след като докато той спи, кучето му я напада и скъсва дрехата ѝ. Мъжът й и други нейни близки настояват или да приеме исляма или да умре, предлагайки му и награда от 1000 гроша. Понеже упорства, че е невинен и остава верен на Христос, те го дават под съд, но кадията го оправдава. Лакомящият се за пари феодал обаче самоволно го задържа и продължава да го разпитва и мъчи с особена жестокост. Нарежда да го убият след дълги колебания, тъй като бакшишът (подкупът) му е обещан само, ако го придума да си смени религията или поне - да се признае за виновен, което би намалило позора на жената, а се опитва и да измъкне откуп от приятелите му - християни. По съвет на обвиняемия те не дават нищо на агата, освен един, който му дава значителна сума именно да го ликвидира - пак по Лазарова молба.
Самият Лазар лично настоява да бъде екзекутиран в името на Христос, за който се твърди, че лично му се явил в килията му и излекувал. Събират се много християни да се молят за него, а турците - смутени от смелостта и волята му - не посмяват да му сложат примката на шията. Това прави той сам след като се моли горещо на Св. Георги, в чиято памет християните празнуват него ден. Погребват го след като тялото му дълго виси на бесилката, но с дни остава нетленно. По-късно от гроба му започва да се усеща благоухание. Тогава мощите му са пренесени в олтара на селската църква. По агиографски данни, над неговите свети мощи са ставали многобройни чудеса, включително и веднага след смъртта му.